# Mewa śniada
Mewa śniada (Larus heermanni) – gatunek średniej wielkości ptaka z rodziny mewowatych (Laridae). Zamieszkuje zachodnie wybrzeża Ameryki Północnej. Bliski zagrożenia wyginięciem.

## Systematyka
Gatunek ten po raz pierwszy opisał naukowo John Cassin w 1852 roku. Autor nadał mu nazwę Larus heermanni, która obowiązuje do tej pory, a jako miejsce typowe wskazał wybrzeże w San Diego w Kalifornii. Epitet gatunkowy upamiętnia Adolphusa Lewisa Heermanna (zm. 1865) – amerykańskiego lekarza, badacza, przyrodnika i kolekcjonera okazów, który odkrył ten gatunek. Nie wyróżnia się podgatunków.

## Występowanie
90–95 procent światowej populacji gnieździ się na niewielkiej wyspie Rasa w Zatoce Kalifornijskiej. Po sezonie lęgowym opuszczają wyspę i kierują się w stronę Kalifornii, Kolumbii Brytyjskiej (na północ) bądź Gwatemali (na południe).

## Morfologia

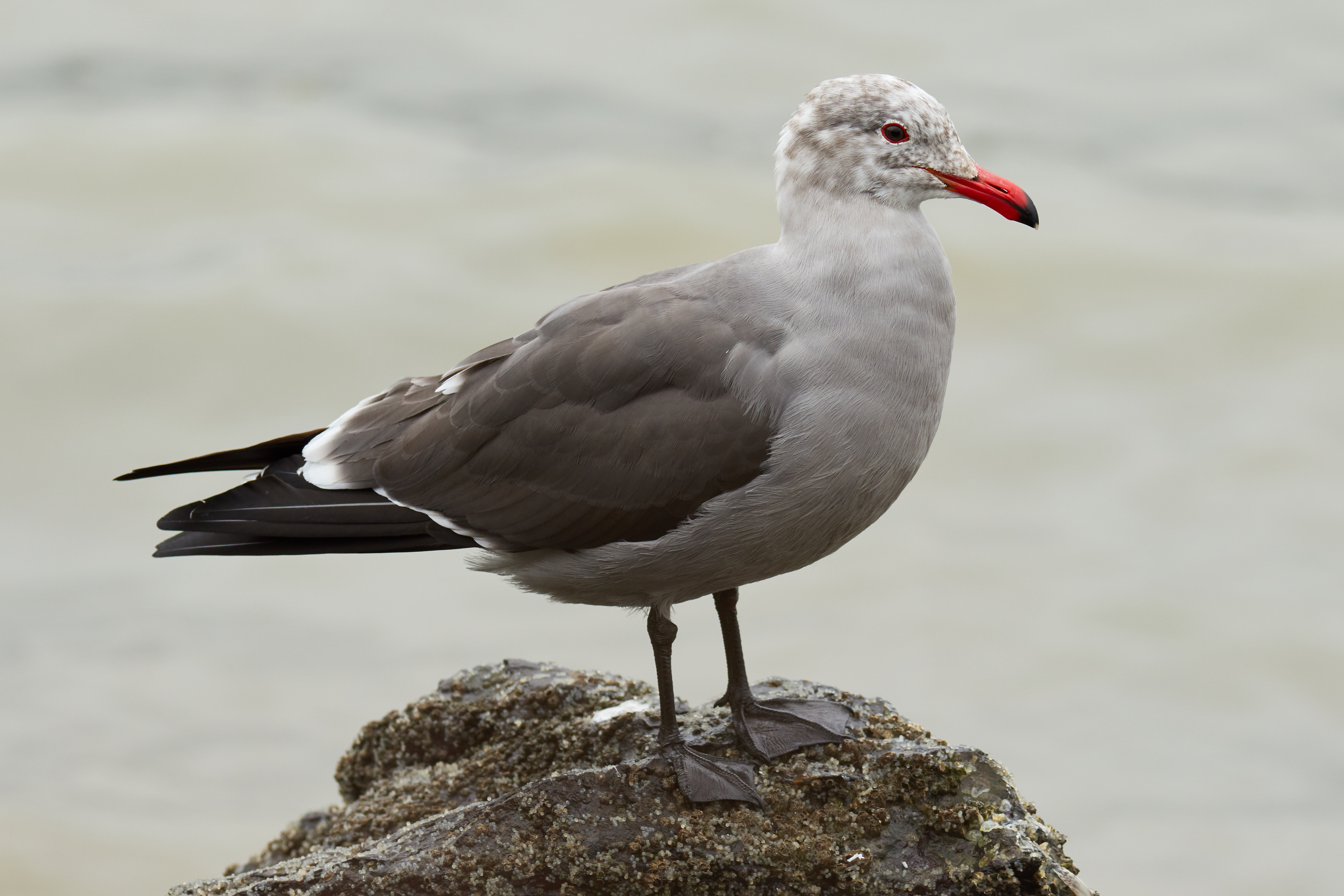
Szata spoczynkowa

### Wygląd
U tego gatunku występuje szata godowa, wtedy ptaki mają białą głowę, szary grzbiet, lotki I i II rzędu ciemne z białymi końcówkami. Ogon czarny z wąskim białym paskiem na końcu. W szacie spoczynkowej grzbiet szary, głowa i kark łupkowo czarne. Brak dymorfizmu płciowego, widoczny jedynie dymorfizm wiekowy. Ptaki młode są brązowe z ciemnymi oczami i ciemną końcówką dzioba.

### Wymiary średnie
- Długość ciała: 43–49 cm[8]
- Rozpiętość skrzydeł: 117–124 cm[8]
- Masa ciała: 370–645 g[8]

## Biotop
Plaże, skaliste wybrzeża morskie, ujścia rzek. Jest jedną z trzech mew północnoamerykańskich (obok mewy zachodniej i meksykańskiej), która gnieździ się w strefie podzwrotnikowej.

## Okres lęgowy

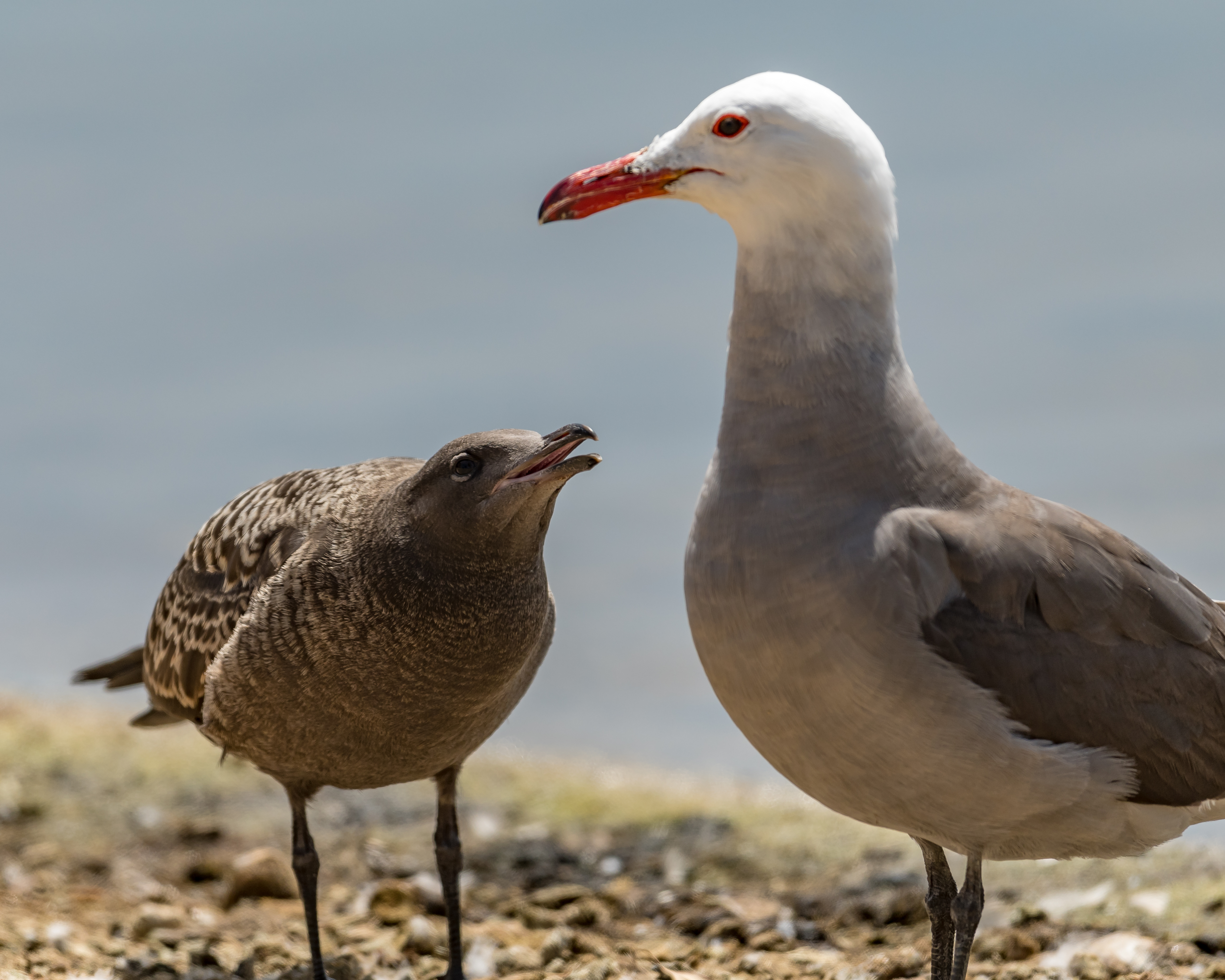
Podlot i osobnik dorosły

### Toki
Już w połowie lutego ptaki dobierają się w pary i lecą na miejsca lęgowe. Na wyspie Rasa pojawiają się w marcu i pozostają tam do końca sezonu lęgowego.

### Gniazdo
Gnieżdżą się kolonijnie. Gniazda budują z gałązek na piasku bądź na skalistych wzgórzach. Kolonie lęgowe mogą liczyć nawet kilka tysięcy par, mogą zakładać kolonie również wśród innych gatunków mewowców, takich jak rybitwy kalifornijskie czy rybitwy królewskie. Charakteryzuje się dużym zagęszczeniem gniazd dochodzącym nawet do 110 gniazd na 100 metrów kwadratowych, jednym z najwyższych wśród mew.

### Jaja, pisklęta
Pod koniec kwietnia składają od jednego do trzech jaj. Pisklęta przychodzą na świat pod koniec maja, przez około 45 dni po wykluciu są karmione przez oboje rodziców. Pisklęta klują się zsynchronizowanie, co jest swoistą strategią redukującą drapieżnictwo (mewy meksykańskiej czy sokoła wędrownego). Dojrzałość płciową ptaki osiągają w wieku czterech–pięciu lat.

## Pokarm
Sardynki stanowią od 60 do 97 procent ich diety. Często kradnie ryby innym zwierzętom morskim. Dostępność pokarmu znacznie ogranicza zjawisko El Niño. Żywi się również sardelami kalifornijskimi, drobnymi kręgowcami i bezkręgowcami wodnymi.

## Status zagrożenia i ochrona
W Czerwonej księdze gatunków zagrożonych IUCN mewa śniada jest klasyfikowana jako gatunek bliski zagrożenia (NT – Near Threatened). W 2017 roku organizacja Partners in Flight szacowała liczebność populacji lęgowej na 350 tysięcy osobników. Trend liczebności populacji nie jest znany. W roku 1964 na wyspie Rasa utworzono rezerwat w celu ochrony populacji lęgowej tego gatunku.
Głównym zagrożeniem dla tego gatunku jest drapieżnictwo mewy meksykańskiej, która żeruje na jajach i pisklętach. Jako że 90–95 procent światowej populacji gnieździ się na wyspie Rasa, zachowanie tego siedliska jest kluczowe dla przetrwania gatunku. Szczególnie ważne jest utrzymanie wyspy wolnej od drapieżników lądowych.